# 高長徳
高 長徳（ハングル：고장덕、コ・チャンド）は、日本の実業家。SBINFT株式会社代表取締役社長。一般社団法人ブロックチェーン推進協会理事。

## 略歴
1997年より複数の企業での勤務を経て、2015年株式会社アップラスCEO就任。
2019年株式会社スマートアプリCEO就任。スマートアプリが2021年にSBIホールディングスの連結子会社となりSBINFT株式会社に社名を変更した後も、引き続き同社の代表取締役に就任。
2023年のブロックチェーン推進協会第8回総会で理事に就任。

## 出演

### テレビ番組
- おはよう日本『沸騰!“NFT市場” いま何が...』（NHK、2021年7月14日）[2]
- 日経プラス9『熱狂！デジタルアート コロナ禍「待機マネー」も流入』（BSテレビ東京、2022年2月23日）[3]

### 新聞
- 日経産業新聞『デジタルアート、適正に売買を SBINFT社長の挑戦』（2022年1月15日）[4]

### デジタルメディア
- 日経クロストレンド『未来の市場をつくる100社 2022年版「LINEや楽天も参入　日本発のNFTアートを海外に発信する開拓者」』（ 2021年12月20日）[5]

## 著書

### 共著
- 天羽健介、増田雅史らとの共著『NFTの教科書』朝日新聞出版、2021年10月[6]
- 伊藤佑との共著『インターネット以来のパラダイムシフト NFT1.0→2.0』総合法令出版、2022年6月[7]